# Pelle Nilsson (programledare)
Pelle Nilsson, Pär Gustav Nilsson, född 14 maj 1980 i Karlstad, är en svensk journalist. Nilsson är reporter på SVT och har varit programledare för Lilla Aktuellt sedan 2007, Lilla Löpsedeln, Aktuellt och Gomorron Sverige samt för Morgonstudion. Han har tidigare även arbetat som reporter på Nya Wermlands-Tidningen och Aftonbladet. Därutöver har han arbetat som snickare. Nilsson bor i Stockholm.